# Pycnandra acuminata
A Pycnandra acuminata a vajfafélék (Sapotaceae) családba tartozó esőerdei fafaj. Élőhelye a Franciaországhoz tartozó Új-Kaledónia. E növényfaj jól alkalmazkodott a nikkelben gazdag talajhoz, amely jellemző az élőhelyén. A növény szöveteiben, leveleiben, gyökereiben és még a magjában is jelentős, olykor a növényi szövet súlyának 25 százalékát elérő mennyiségben szaporodik fel a nikkel. A növény fás részeinek megsebzésekor a nikkeltartalom miatt kékes színű mézgát bocsát ki. A botanikusok és biológusok szerint a növény így próbálja elriasztani a növényevőket, illetve azokat a rovarokat, amelyek veszélyt jelentenek rá. A nikkel az élőlények jelentős része számára mérgező anyagnak számít.

## Fordítás
Ez a szócikk részben vagy egészben  a   Pycnandra acuminata című angol Wikipédia-szócikk ezen változatának fordításán alapul.  Az eredeti cikk szerkesztőit annak laptörténete sorolja fel. Ez a jelzés csupán a megfogalmazás eredetét és a szerzői jogokat jelzi, nem szolgál a cikkben szereplő információk forrásmegjelöléseként.